# Бородіни
Боро́діни (рос. Бородины) — присілок у складі Котельницького району Кіровської області, Росія. Входить до складу Біртяєвського сільського поселення.
Населення становить 9 осіб (2010, 8 у 2002).
Національний склад станом на 2002 рік — росіяни 100 %.